# Maria Eis
Maria Eis (née le 22 février 1896 à Prague, morte le 18 décembre 1954 à Vienne) est une actrice autrichienne.

## Biographie
Elle est la fille du propriétaire du café Blasius Eis et de sa femme Maria Lötsch, fille d'un propriétaire.
Après avoir découvert son talent d'actrice lors d'un spectacle caritatif, elle suit les cours de Maximilian Wolff, acteur et metteur en scène au Théâtre d'État de Prague, et fréquente l'Académie de musique et des arts du spectacle de Vienne en 1916-1917.
De 1918 à 1923, elle se produit à Vienne à la Neue Wiener Bühne, à la Renaissancebühne et à la Kammerspiele. Maria Eis se rend ensuite à Hambourg, où elle joue au Thalia Theater et au Deutsches Schauspielhaus jusqu'en 1932. De retour à Vienne, elle commence au Burgtheater, où elle est membre de l'ensemble jusqu'à sa mort.
À partir de 1935, Maria Eis connaît également le succès en tant qu'actrice de cinéma et joue dans une bonne vingtaine de longs métrages.
Après l'Anschluss en 1938, elle joue grâce à un permis spécial, car elle était mariée à un "demi-juif". Pendant un certain temps, Eis cache le souffleur du Burgtheater Maximilian Blumenthal dans son appartement, mais le 5 mars 1941, il est déporté dans un camp d'extermination, tout comme sa femme Anna, au camp de Maly Trostenets en octobre 1942. En plus de son engagement à Vienne, elle travaille pendant deux ans comme première tragédienne au Schillertheater de Berlin pendant la Seconde Guerre mondiale. En 1944, Maria Eis figure sur la Gottbegnadeten-Liste, liste établie par le ministère du Reich à l'Éducation du peuple et à la Propagande.
Elle est l'épouse d'Alfred Felgel von Farnholz de 1919 à 1921 avec, de Theo Goetz (alias Theophile Menu) de 1924 à 1936, du chef d'orchestre et compositeur Robert Fanta (Fantl) de 1937 à 1946 et du couturier Marcel André. Elle donne naissance à son fils Heinrich (Heiki) en 1940. Entre 5 et 11 ans, il tient de nombreux rôles au théâtre ainsi qu'un rôle principal dans le long métrage Gottes Engel sind überall (de), sorti en 1948, à côté d'Attila Hörbiger.
À la mémoire de Maria Eis, la zone de circulation devant l'ancienne Karl-Michael-Ziehrer-Haus, dans le 3e arrondissement de Vienne, porte le Maria-Eis-Gasse en 1960. Sa tombe honorifique se trouve au cimetière central de Vienne (groupe 33 A, rangée 4, numéro 12).

## Filmographie
- 1935 : Episode
- 1938 : Le Miroir de la vie (de)
- 1941 : Liebe ist zollfrei (de)
- 1941 : La Danse avec l'empereur (de)
- 1948 : Le Procès
- 1948 : Gottes Engel sind überall (de)
- 1949 : Roses d'amour (de)
- 1949 : Duel avec la mort
- 1949 : Wir haben eben geheiratet (de)
- 1949 : Profondeurs mystérieuses
- 1950 : Toselli
- 1950 : Gruß und Kuß aus der Wachau (de)
- 1951 : Asphalt
- 1951 : Das Herz einer Frau
- 1951 : Maria Theresia
- 1952 : Wienerinnen (de)
- 1953 : Der Verschwender
- 1953 : Flucht ins Schilf
- 1953 : Pünktchen und Anton (de)
- 1953 : Franz Schubert (de)
- 1954 : Das Licht der Liebe
- 1954 : Le Beau Danube bleu
- 1954 : Weg in die Vergangenheit